# Trazodon
Trazodon (Desyrel, Trittico) je antidepresiv. Koristi se u liječenju kliničke depresije i anksioznih poremećaja. Spada u klasu antagonista i inhibitora ponovne pohrane serotonina (SARI). Iako prvotno odobren za liječenje depresije, danas se isprofilirao ponajprije kao lijek za akutno i dugoročno liječenje nesanice.
Česte nuspojave uključuju suha usta (kserostomija),  povraćanje i glavobolju. Rijetke, ali ozbiljne nuspojave koje se mogu pojaviti su suicid, manija i nepravilni rad srca.
Za medicinsku uporabu odobren je 1981. u Sjedinjenim Državama.